# Vojtěch Hřímalý

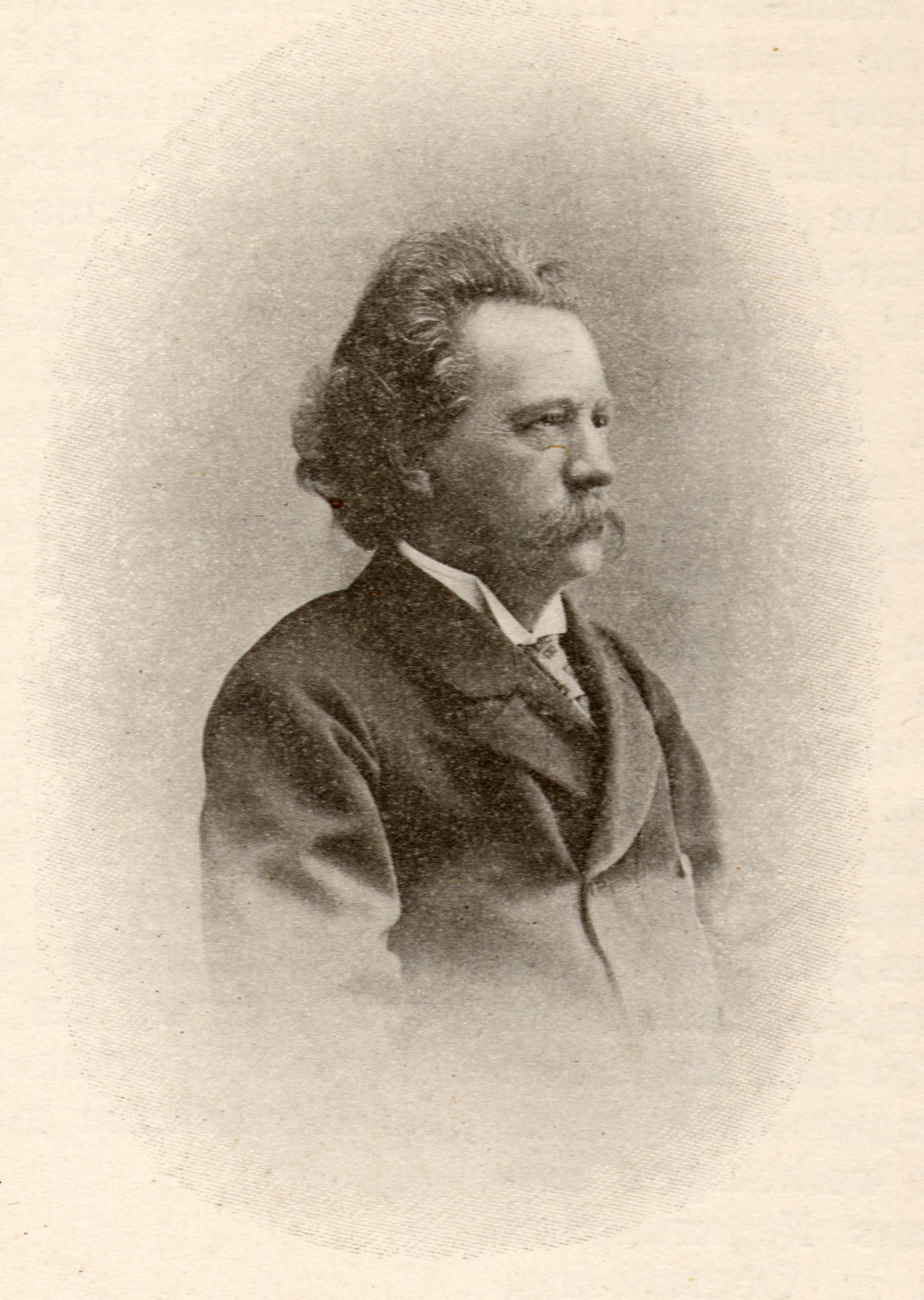
Vojtěch Hřímalý

Vojtěch Hřímalý (Adalbert Hrimaly, * 30. Juli 1842 in Pilsen; † 15. Juni 1908 in Wien) war ein tschechischer Komponist, Geiger und Dirigent.

## Leben
Der Sohn eines Organisten und Musiklehrers studierte am Prager Konservatorium und erhielt schon früh die Stelle eines Konzertmeisters in Amsterdam. 1860 kam er achtzehnjährig nach Göteborg, wo er sieben Jahre lang als Organist, Dirigent und Komponist wirkte.
1867 folgte er Smetanas Ruf an das neu gegründete Nationaltheater in Prag, wo er acht Jahre lang als Konzertmeister wirkte. Hier entstand seine erste bedeutende Oper Zakletý princ (Der verwunschene Prinz), die 1872 in Prag uraufgeführt und danach mit großem Erfolg u. a. in Pilsen, Brünn, Graz und Czernowitz gespielt wurde.
Auf Grund interner Auseinandersetzungen wechselte er als zweiter Kapellmeister an das deutsche Landestheater in Prag. Auf Einladung des Geigers Leon Koffler übernahm er Ende 1874 die Stelle des künstlerischen Leiters des Vereines zur Förderung der Tonkunst in der Bukowina in Czernowitz und wirkte hier 34 Jahre lang als Dirigent und Musikpädagoge. Ab 1887 lebte und arbeitete er regelmäßig auch in Lemberg.
Mit Koffler, Leon von Gojan und Basil von Duzinkiewicz gründete er ein Streichquartett, mit dem er regelmäßig Konzerte gab und zu dem er durchreisende Pianisten hinzuzog. Bei den geistlichen Konzerten, die er jährlich um die Osterzeit veranstaltete, wurden kirchenmusikalische Werke u. a. von Palestrina, Pergolesi, Astorga, Gioachino Rossini, Händel, Brahms und Mendelssohn aufgeführt. Die Uraufführung seiner zweiten Oper Švanda dudák (Schwanda, der Dudelsackpfeifer) fand 1896 in Pilsen statt.
Auch Hřímalýs Brüder Jaromir und Jan und sein Sohn Otakar Hřímalý wurden als Musiker bekannt.